# Liste der Monuments historiques in Exermont
Die Liste der Monuments historiques in Exermont führt die Monuments historiques in der französischen Gemeinde Exermont auf.

## Liste der Objekte
| Bezeichnung                   | Beschreibung | Standort                       | Kennzeichnung | Schutzstatus | Datum | Bild |
| ----------------------------- | --- | ------------------------------ | ------------- | ------------ | ----- | ---- |
| Zwei Seitenaltäre             | jeweils Altartisch, Tabernakel und Retabel sowie eine Skulptur Madonna mit Kind; Kalkstein, Metall, vergoldet, Holz, farbig gefasst, erste Hälfte des 19. Jahrhunderts | in der Kirche St-Pierre (Lage) | PM08001111    | Inscrit      | 1978  |      |
| Grabstein für Didier de Lyers | Kalkstein, bezeichnet 1552 | in der Kirche St-Pierre (Lage) | PM08001114    | Inscrit      | 1978  |      |
| Taufbecken                    | Kalkstein, um 1800 | in der Kirche St-Pierre (Lage) | PM08001113    | Inscrit      | 1978  |      |
| Hauptaltar                    | Altartisch, Tabernakel und Exposition; Kalkstein, Metall, vergoldet, zweite Hälfte des 19. Jahrhunderts                                                                | in der Kirche St-Pierre (Lage) | PM08001112    | Inscrit      | 1978  |      |